# ناحیه سالو
ناحیه سالو زیرمجموعه جنوب غربی فنلاند و از سال ۲۰۰۹ یکی از ناحیه‌ها در فنلاند است.

## شهرداری‌ها
| نشان ملی        | شهرداری     |
| --------------- | ----------- |
| Salon vaakuna   | سالو (شهر)  |
| Someron vaakuna | سومرو (شهر) |